# Olivia O'Brien
Olivia O'Brien (Thousand Oaks, 26 november 1999) is een Amerikaanse zangeres.

## Biografie
O'Brien begon haar muziekcarrière met het posten van covers op SoundCloud. Zo maakte ze een cover van Put Your Records On van Corinne Bailey Rae. In 2016 scoorde ze samen met Gnash een grote hit met I Hate U, I Love U. De single bereikte de eerste plaats in de Australische ARIA Charts.

## Discografie

### Singles
| Single met hitnotering(en) in de Vlaamse Ultratop 50 | Datum van verschijnen | Datum van binnenkomst | Hoogste positie | Aantal weken | Opmerkingen |
| ---------------------------------------------------- | --------------------- | --------------------- | --------------- | ------------ | ----------- |
| I Hate U, I Love U                                   | 2016                  | 23-04-2016            | 3               | 20           | met Gnash   |

- Library of Congress Control Number: no2017019891
- MusicBrainz: f60ec1c3-7099-4a59-945e-4e63184ab842
- Virtual International Authority File: 5748148753699441320008
- WorldCat: E39PBJqFRVgkMDGDVRFFPHkhpP